# 台灣媽祖信仰
媽祖信仰是臺灣漢人普遍的民間信仰。早期移民多自華南渡海，心驚膽顫，且台灣四面環海，海上活動頻繁，海神媽祖婆成臺灣漢人重要精神託付。臺灣的媽祖廟有510座以上，有廟史可考者40座，建於明代3座，清代37座。媽祖最初名「湄洲林氏女」 ，清代以降據天妃顯聖錄所記林默之名，而慣稱「林默娘」。福建路興化軍莆田縣（今福建莆田）人，排行家中老么，生前聰慧過人、沈默寡言，是一位釋道兼修的仙姑，終身未婚，並為人占卜禍福為事，羽化之後，傳言她常以一位「穿紅衣的長髮素顏美女形象」在海浪風湧時顯靈、能使颱風轉彎、保祐平安航行，沿海船員與渔民对她的崇拜逐渐形成信仰，乃至於越南與朝鮮半島水手皆尊其為「護國庇民」的海洋女神，而閩南一帶的臨濟宗禪師視之如慈航觀音之化身，時常傳播其信仰。
漢人將媽祖信仰帶到臺灣以後，逐漸發展出屬於自己的特色。甚有學者認為媽祖已發展出與大陸媽祖不同的特性：「『媽祖』在福建的南方原是『出海媽祖』，僅是漁民的守護神。但在臺灣的媽祖已成『過海媽祖』，她在歷史上已成離開中國大陸的移民祈求平安到臺灣的過海守護神。雖每年有大量香客絡繹不絕至湄洲媽祖祖廟進香，但實際上臺灣媽祖可以說已紮根於這塊土地，成了一部獨立於傳統媽祖外，自成體系的臺灣本土神祇。」，這種見解獲得若干學者的附和。
值得注意的是，臺灣媽祖信仰還包括官方、宗族、姓氏族群移民的崇拜。由於媽祖姓氏為林姓之緣故，臺灣各地林氏宗親都是喜稱媽祖為姑婆祖、祖姑等，藉以拉近媽祖和林姓之間的親密關係，林姓亦常自稱為媽祖的裔孫、族孫，甚至組織有大規模的共祭團體，如：臺北地區以林姓為主的「七角頭正龍社天上聖母神明會」、中部「二十四庄林祖姑天上聖母會」、雲林縣六房天上聖母。
由於媽祖在世時為虔誠的佛教徒，民間還相傳其為觀音菩薩化身。清治時期，大多數官建、民造之媽祖廟都禮聘禪師到廟中住。就是時至今日，依然有許多媽祖廟還是經常以佛教禮儀展開祭典，如北港朝天宮（幾乎只用佛教儀式）、關渡宮、西門町天后宮、大甲鎮瀾宮、松山慈祐宮、新莊慈祐宮、板橋慈惠宮等。由媽祖信仰所伴隨之祭禮規儀、傳說與節慶習俗等人文活動，是臺灣重要的漢民文化代表之一。文化部文化資產局目前授證的國家重要民俗中，與有關媽祖信仰佔了五項，分別為：白沙屯媽祖進香、大甲媽祖遶境進香、彰化南瑤宮媽祖徒步笨港進香、北港朝天宮迎媽祖與雲林六房媽過爐。

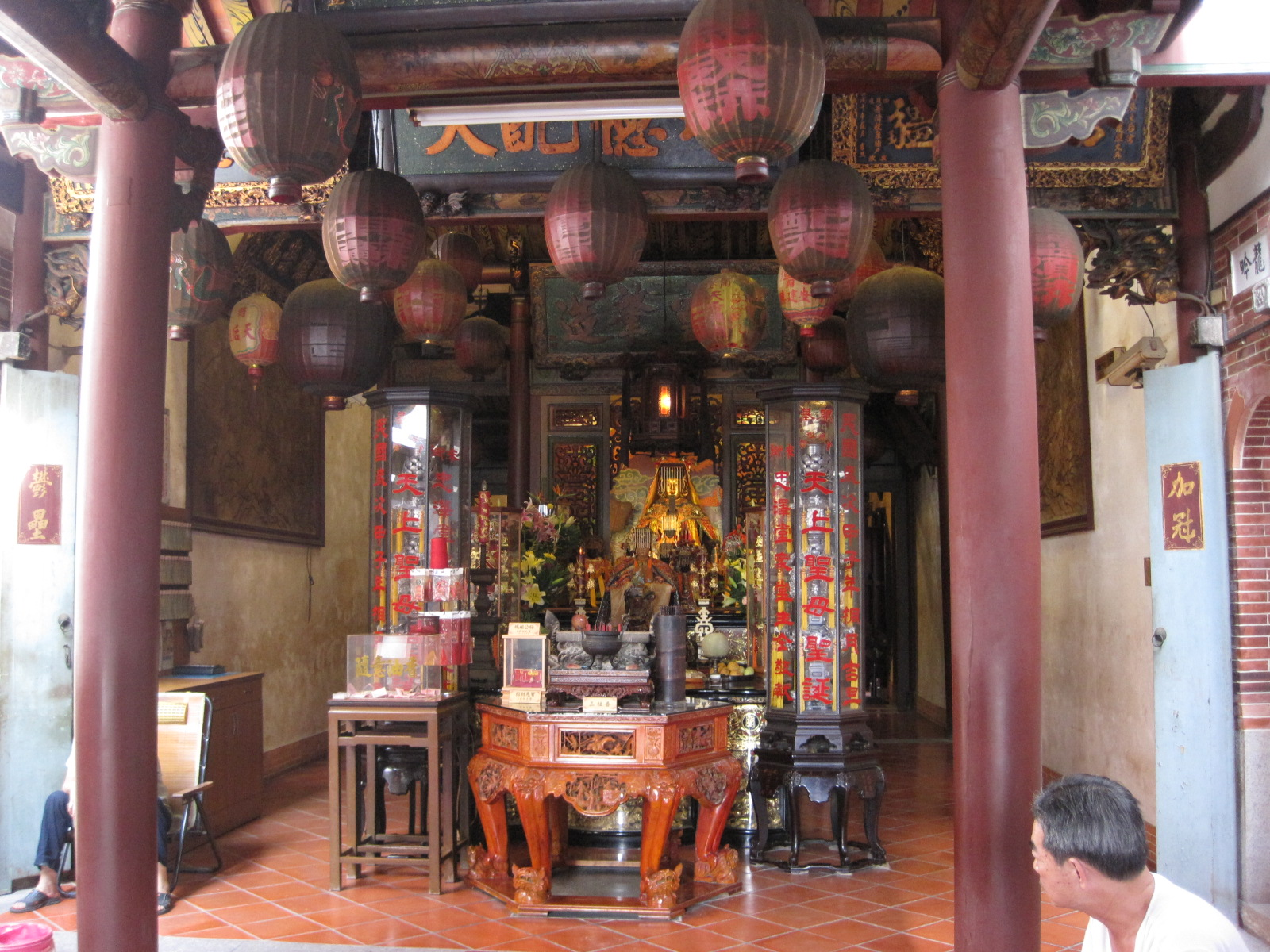
開基天后宮（1663）正殿神像

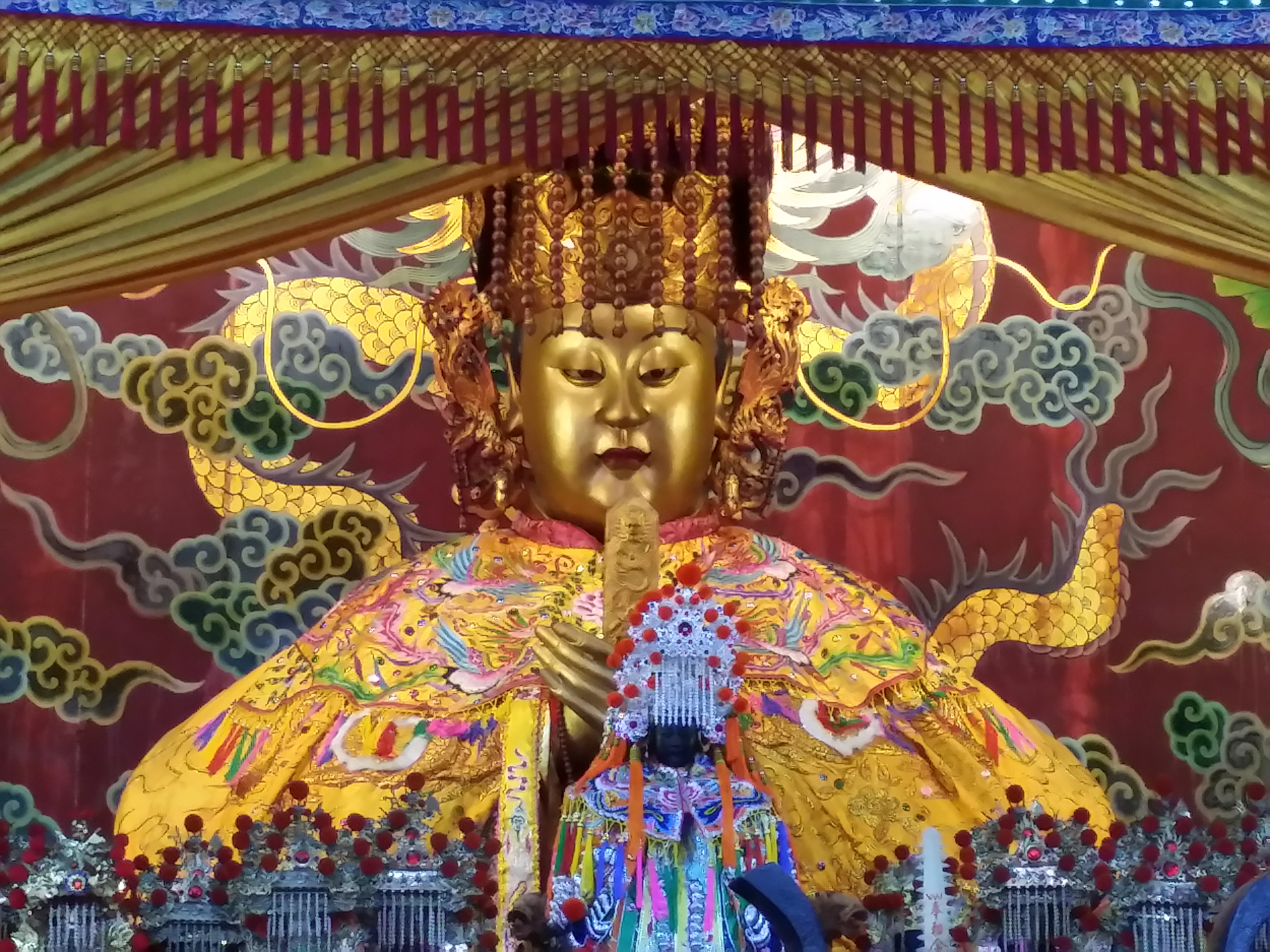
臺南市中西區臺南大天后宮（1664）天后神像

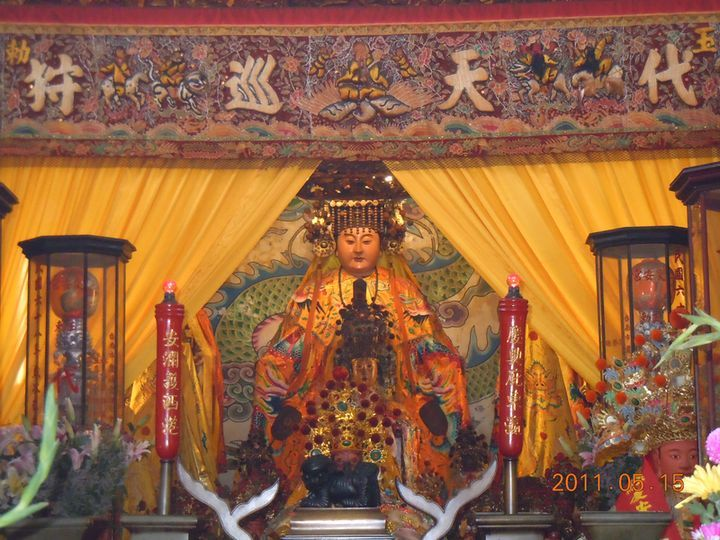
臺南市西港區玉勅慶安宮－天上聖母寶像。

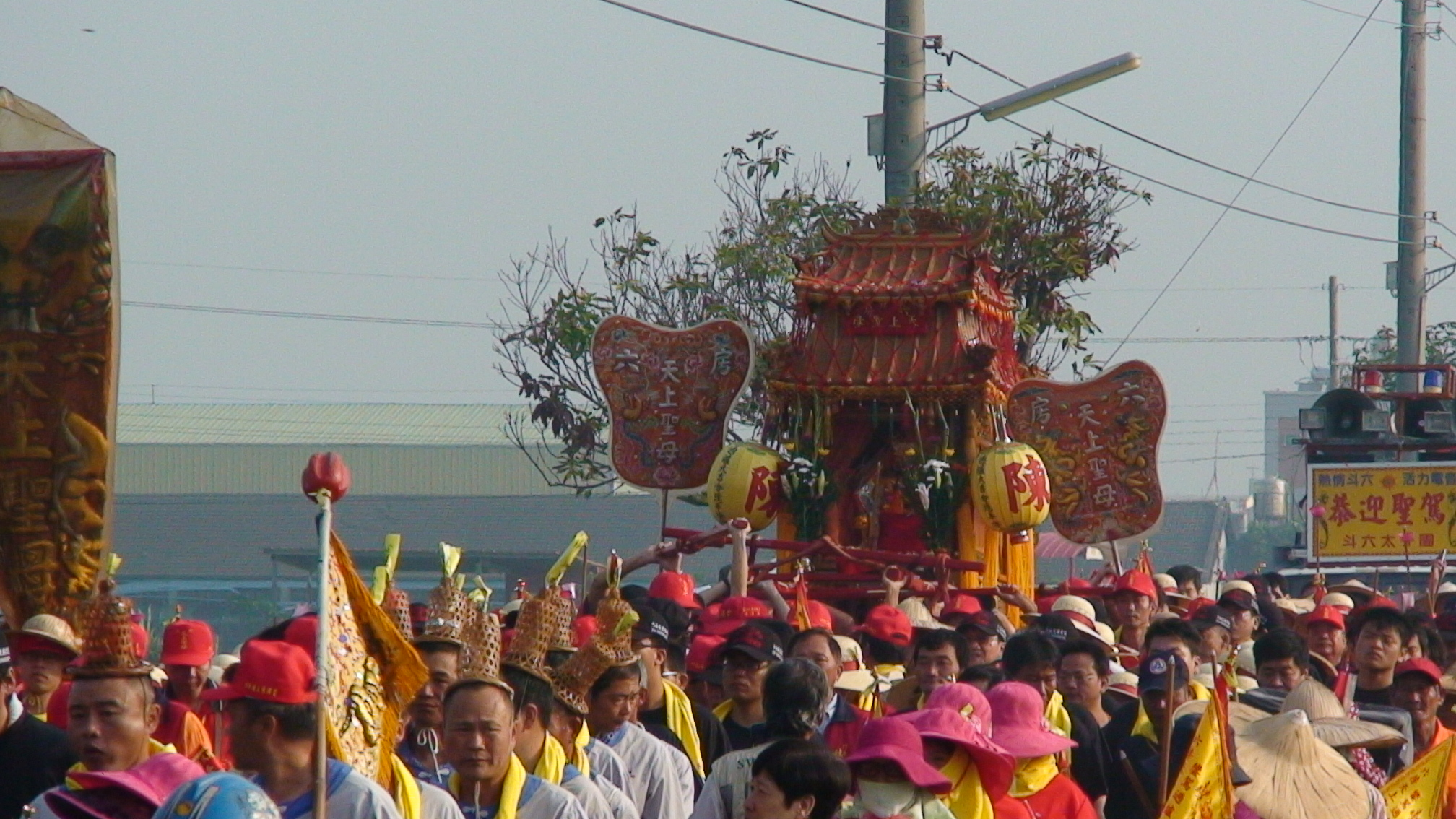
六房天上聖母金身為雲林縣斗六市、斗南鎮、虎尾鎮、土庫鎮、大埤鄉輪值奉祀。

## 信仰發展
在略廣義的臺灣地區（臺、澎），最早的媽祖廟為澎湖天后宮，至於臺灣島最早的媽祖廟則欠缺明確的文獻記載。學者石萬壽認為臺灣本島的媽祖廟早於明鄭時期興建者僅有魍港天妃宮，為鄭芝龍招募來臺墾殖者所興建，大約建於明崇禎年間:20。不過當時荷蘭人統治下的臺南地區也有漢人聚落，應也自中國大陸帶來了媽祖信仰，但或許尚未正式建廟，僅以草寮供奉或是於住宅中供奉:20。

### 明鄭時期
顏思齊、鄭芝龍攻臺，有些人便到大龜肉（鹽水舊稱）居住。明天啟三年（1623年）鹽水糖郊「崇興行」自湄洲迎來一尊媽祖（糖郊媽），合祀於福德祠，為現鹽水護庇宮。
臺灣有不少媽祖廟將其源流追溯到鄭成功與其軍隊，例如安平開臺天后宮、本協朝天宮（臺南後壁）、下橋頭朝安宮（臺南後壁）等廟:47、48，不過有學者如盧嘉興則認為鄭軍信奉的是玄天上帝，明鄭時期並未建媽祖廟。清朝為了鞏固政權，宣揚媽祖幫助清兵的神蹟，展現清朝統治為順應天意。但也有學者如石萬壽則認為鄭軍子弟多來自媽祖信仰廣布的東南沿海，鄭軍不可能無奉祀媽祖:21。而學者張耘書則認為即使玄天上帝與媽祖皆具有海神性質，但玄天上帝同時也有國家（明朝）守護神的地位，故明鄭時期官方較為重視玄天上帝:21。而就近年來的研究，有學者認為臺南大天后宮早在施琅入臺之前便已變成，是為「東寧天妃廟」

### 清朝時期
由於萬正色、施琅等將領利用媽祖信仰助長軍威，並將平臺滅鄭之功績歸於媽祖顯靈，奏請將媽祖冊封為天后，而後清朝政府來臺處理民變時也多藉助媽祖神明之名來鎮壓民眾，在清朝官方刻意推廣下，媽祖信仰完全取代明鄭時期玄天上帝(北極星)信仰而在臺灣得以蓬勃發展:21、22。而約在嘉慶年間，媽祖信仰的主力逐漸從朝廷、官軍轉為民間，例如臺灣府城的重要媽祖廟（大天后宮、海安宮、溫陵媽廟、古鹿耳門媽祖廟等等）多由府城三郊管理，此外清朝晚期形成的府城迎（北港）媽祖活動，串聯起北港到臺南沿途多座重要媽祖廟，也使得媽祖信仰更為繁盛:25、26。

### 日治時期
日治時期初期媽祖樓天后宮曾被挪作臺南警察署派出所，善化慶安宮曾被挪作灣裡警察署等:27，使得包括媽祖信仰在內的臺灣民間信仰都受到影響，直到1896年首任臺灣總督樺山資紀下令基於「保民治安」等理由，應妥為保護廟宇與傳統信仰，暫供軍用者也應速恢復舊貌，以及臺灣治安的恢復，各地寺廟才逐漸恢復宗教活動:27。1915年西來庵事件發生後，為避免再次有人利用宗教信仰號召群眾抗日，開針對臺灣宗教進行調查，其成果由臺灣總督府編修官丸井圭治郎在1919年彙編成《臺灣宗教調查報告書》，該書除了提供政府施政的參考資料外，也成為日後進行臺灣宗教調查的範本:28。而在日本大正年間，由於政府利用廟會慶典促進地方繁榮，所以大力支持迎神賽會，歷如1923年5月15日的《臺灣日日新報》便報導臺南州知事吉岡荒造等官員參與臺南大天后宮與祀典武廟同日舉行的祭典:28。然而1937年中日戰爭爆發後，展開的皇民化運動企圖以日本神道教來取代臺灣的其他宗教，1938年的「寺廟整理運動」據臺北帝國大學教授宮本延人統計，全臺有361座廟宇被毀，819座廟宇被移作他用，媽祖信仰與其他民間信仰一樣受到打擊:31。

### 戰後時期
來臺的中華民國軍隊如同當初日軍來臺一樣，佔用各地廟宇，如臺南大天后宮在1945年10月被62軍軍眷佔住，引發民眾不滿，對此石覺將軍在1949年下令軍眷不得佔住廟宇以免引發更多的民怨:32。而後在白色恐怖時期臺灣的宗教信仰自由受到限制，廟會活動被視為迷信、鋪張浪費的活動而遭到禁止，為此國民黨政府還在1963年頒發了〈臺灣省改善民間習俗辦法〉:32。但即使受到限制，各地廟宇仍有變通辦法，例如讓宗教慶典與政治活動結合，像是臺南的媽祖樓與金安宮便曾以「開國紀念」的名義來藉機進行遶境活動:33。
1970年代臺灣經濟蓬勃發展，民間開始大量重修、擴建廟宇，原本僅於私宅或是神明會供奉的祀神也開始建廟，使得臺灣廟宇數量大幅增加:34。而後由於1987年解除戒嚴，臺灣與中國大陸恢復交流，有不少臺灣媽祖廟將原本的進香地點改為福建湄洲媽祖廟，並從湄洲分香回臺:34。而原本湄洲媽祖祖廟在文化大革命中受到破壞，在臺灣各媽祖廟捐輸下除了得以重建之外，1998年更開始增建南軸線上的建築群:35。除了湄洲媽祖廟外，福建的賢良港天后祖祠、泉州天后宮、莆田文峰宮也有得到臺灣各媽祖廟的捐助:35。
臺灣媽祖信仰在傳播多年後逐漸在地化，例如各地的媽祖常會稱為「某某媽」，像是鹿港媽、大甲媽、關渡媽、北港媽、鹿耳門媽、茄苳媽、梧棲大庄媽、桃園媽、板橋媽、新莊媽等等；而除了在地化，臺灣的媽祖信仰也有向海外發展，並分靈回中國大陸，由台商在昆山新建慧聚天后宮，並依照鹿港天后宮格局，分靈鹿港天后宮媽祖至昆山慧聚天后宮恭奉:36。

## 分靈
分靈也稱為分香，係指地方新建廟宇，或者信徒欲在自宅供奉某一尊神明時，先到歷史悠久、神蹟靈驗的大廟去求取神明的靈力。經過特殊的儀式之後，新塑的神像被視為祖廟神明的分身，具有相近的靈力，但是每年必須重新回到祖廟來進香、刈火，方能保持靈力不衰。媽祖信仰因為分靈與進香等宗教活動，形成特殊的層級譜系。分靈習俗並非媽祖信仰獨有，但其影響力以媽祖最钜。
民間信仰中，神明是非常繁忙的，多在天庭或者原鄉。所以分靈的神像，並不是該神祇本人，而是該神的部屬，或者該神挑選之當地有功德的先人。如臺中萬和宮媽祖廟奉祀的「老二媽」神像，就是當地一位廖姓少女的魂魄來附靈的媽祖。
在臺灣，大凡歷史較為悠久的媽祖廟，都會成為鄰近地區媽祖廟和信徒自宅供奉媽祖的祖廟，層層分靈傳布出去後，形成一個蛛網密佈的信仰系統，並且透過熱鬧的進香、刈火儀式，強化信仰的深度。信徒們也普遍相信，層級較高的媽祖廟，其神力靈感也較為強大（這個情況在其他地區則較不明顯）。
因為這樣的層級觀念，臺灣許多媽祖廟對於自身在層級中的地位錙銖必較，民國四十年代（1950年代）以後，臺灣的各大媽祖廟之間開始有誰才是「開台媽」的爭論。只要是規模較大的媽祖廟，無不在山門上大書「開基媽祖」或「開台媽祖」，標榜自己的香火乃是直接從福建湄洲祖廟而來。
這種對於主從關係的爭論，有時會造成宮廟之間的不睦。知名的遶境路線有雲林縣北港朝天宮和臺中市大甲鎮瀾宮。但在1988年，因為朝天宮單方面使用「媽祖回娘家」等字眼，並且無中生有地宣稱「大甲媽是北港媽的分靈」，引起大甲鎮瀾宮抗議，最後遂將「北港進香」活動改稱「遶境進香」，並將路線改往新港奉天宮。

### 正統笨港媽之爭

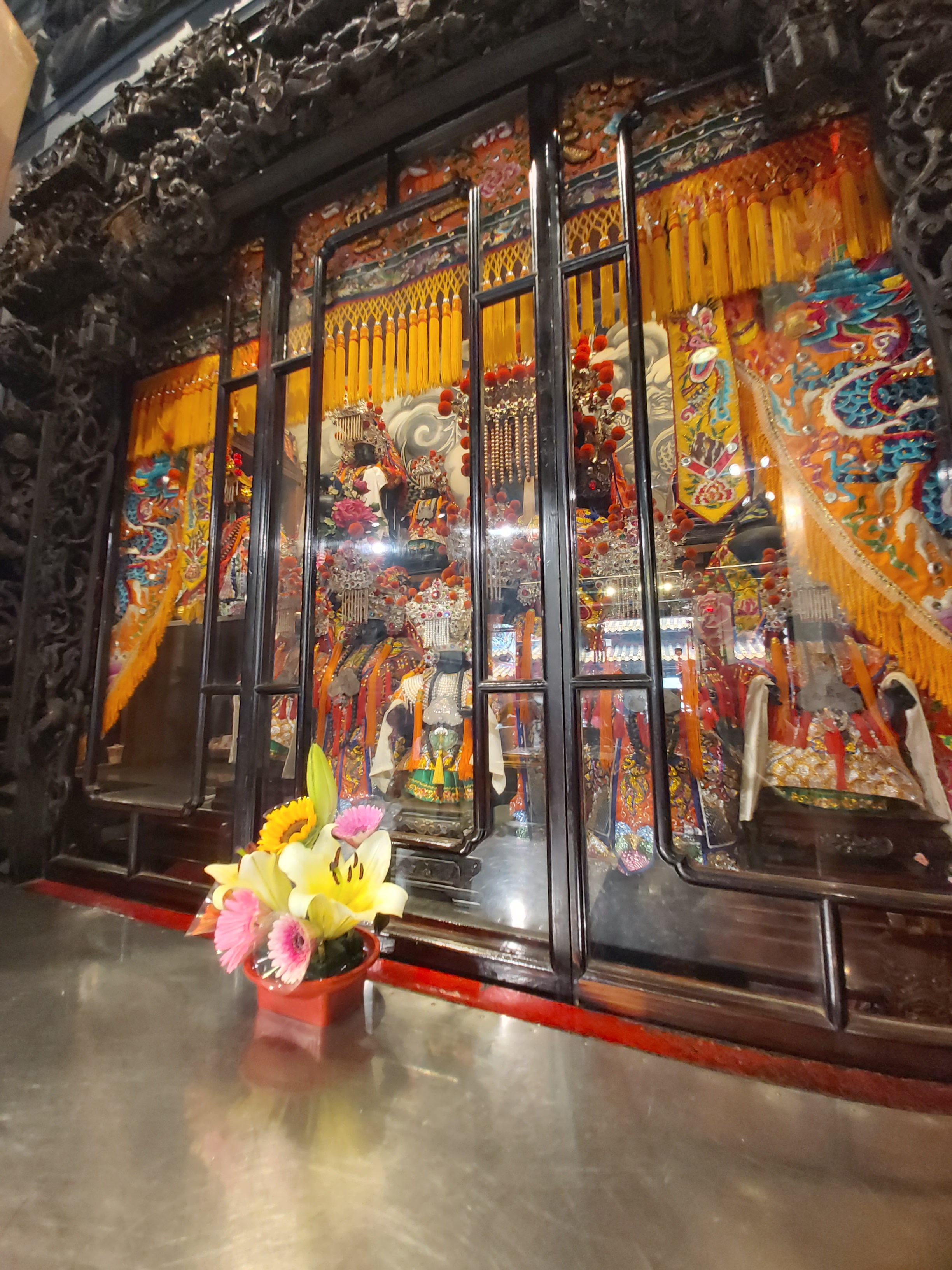
北港朝天宮正殿天上聖母聖像

新港奉天宮與北港朝天宮的爭論歷史更早，據說清朝時北港溪改道，沖毀古笨港街，也沖毀了當時的廟宇，因此在笨港街原址河道北岸重建的北港朝天宮，堅持自己為笨港媽正統。而原本在南岸聚集的人們，後遷至現新港之處建立的新港奉天宮，則宣稱洪水將原廟宇的4尊媽祖（開台媽、大媽、二媽、三媽）神像沖至南岸，並被其保有。除此之外，尚有爭論兩廟持有之媽祖分別是原天后宮媽祖中的哪一尊，此一順位之爭。
另外，彰化南瑤宮係源自雍正年間窯工楊謙自笨港攜去之香火，而後南瑤宮為感念其之功勞，往笨港（水災後改為新港、北港）謁祖進香時期媽祖必訪楊家，楊家不堪此大禮因而自南瑤宮再分靈媽祖一尊供奉於家，以將「神對人」之屈尊謁拜改為「神對神」之同格進香。之後楊家媽祖先改奉於新港水仙宮，直到2002年起於水仙宮旁新建一天后宮，承襲古名命名為笨港天后宮，並將古笨港天后宮之廟史納入其自身廟史。
因此前述笨港地區之朝天宮、奉天宮及天后宮皆各自標榜繼承了「古笨港媽祖」的正統。
附帶一提，亦有承襲笨港媽祖正統的廟宇，尚有位於新港鄉溪北村之溪北六興宮。該廟傳說源於笨港水災後，約道光17年（1837年）北港與新港正統之爭之初，為試圖平息這場爭端，由新港當地出身之福建水師提督銜太子少保的王得祿將軍出面協調，最後決定一尊留新港、一尊返北港，第三尊之正三媽（尚有一尊無提及）則由王得祿請回自家村裡奉於提督公館，王死後即改為溪北六興宮。該廟雖亦為承襲笨港媽祖正統，但較無參與正統之爭，規模亦較小較不為人知，直到近年因電視連續劇「黑面媽祖」播映造成風行方較有名氣。
位於新港鄉板頭村之笨港長天宮，傳說由顏思齊自湄洲至此，並於笨港溪邊興建天妃宮。1734年（清雍正12年）因地勢危險遷移至板頭厝。該廟雖亦承襲笨港媽祖正統，但較無參與正統之爭，規模亦較小較不為人知。
然而，對於信徒來說，宮廟之間的爭執並不造成信仰上的差別。隨著媽祖信仰的影響力提升，各重要媽祖廟舉辦的宗教活動，往往成為強力的社會動員，乃至於沾染上政治色彩。

### 最早分靈的案例
目前臺灣島內分靈最久遠，應為西螺社口福天宮從嘉義朴子配天宮所分靈之老二媽；而西螺社口福天宮廟內目前存有一塊「大正十五年」的路關圖，證明當時有大規模往配天宮謁祖進香；民國72年(1983年)連續謁祖進香三年，因建廟經費有限再度中斷。民國85年(1996年)媽祖領旨重啟遶境周圍地區一天（社口、新社、魚寮、七座等地）；民國88年(1999年)擴大遶境西螺地區三天；民國89年(2002)年重啟往祖廟嘉義朴子配天宮謁祖進香，目前模式是起駕後搭車前往北港大橋下車，於六腳、朴子地區徒步遶巡沿路村庄。

## 媽祖傳說

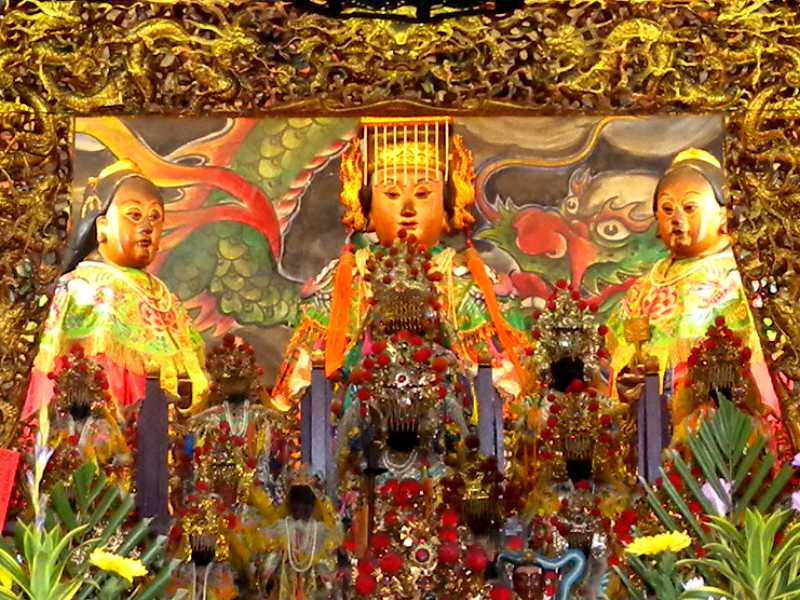
臺南市善化慶安宮媽祖神像

清朝歷史學家趙翼記下了一個很有趣的臺灣海峽的媽祖傳說。若遇海難向神明呼救時，稱「媽祖」，媽祖就會立刻不施脂粉來救人。若稱「天妃」則媽祖就盛裝打扮，雍容華貴地來救人，所以會很晚才到。故海上都稱「媽祖」，不敢稱「天妃」，希望媽祖立刻來救海難中的漁船。

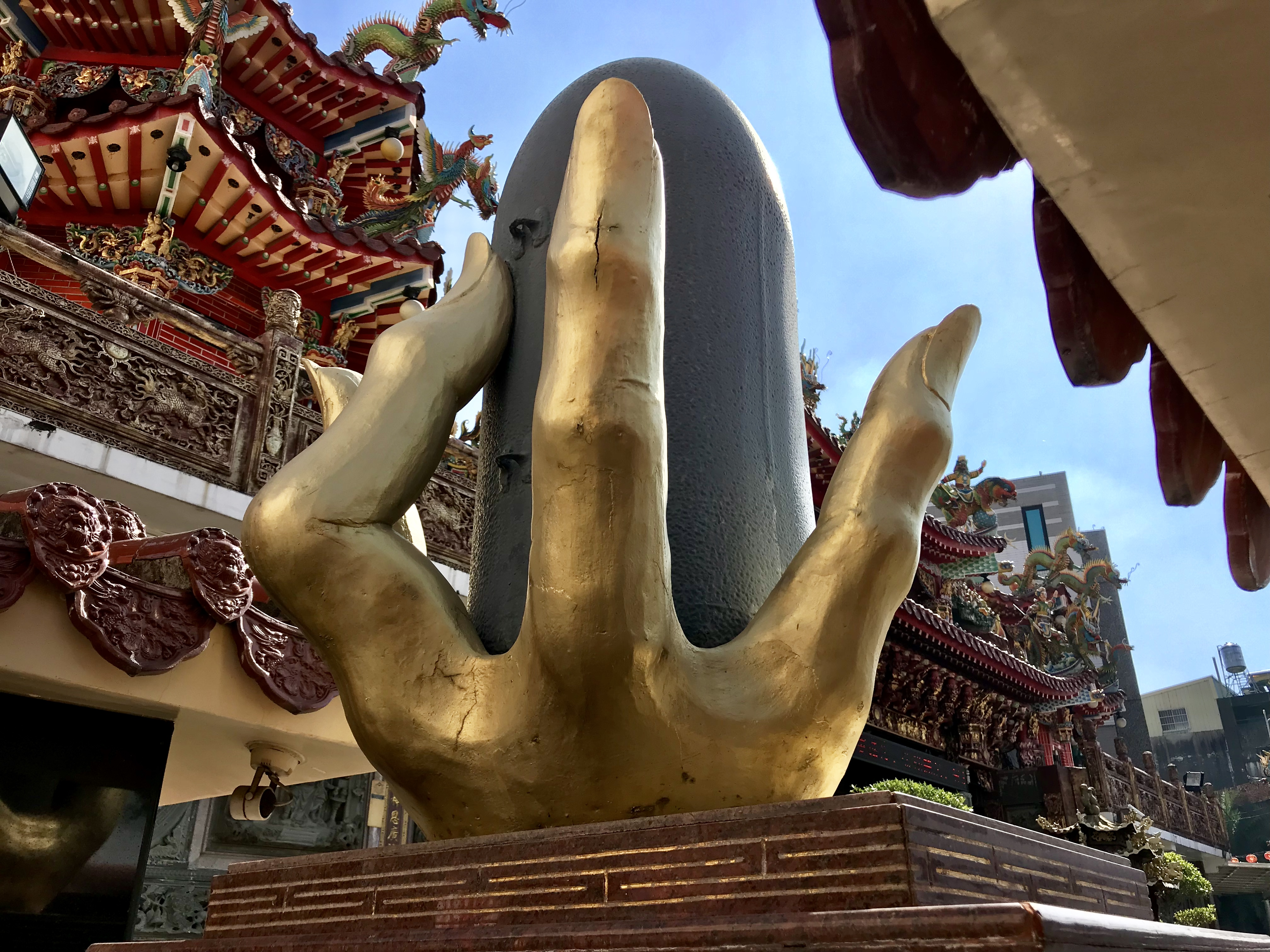
萬丹萬惠宮的「接炸彈金手掌」

臺灣的媽祖傳說，大概都是媽祖用裙擺擋下第二次世界大戰的美軍空投炸彈。
1943年二戰期間，美國軍機曾飛臨鹿港上空投下數百磅重的炸彈，發生所謂「崎仔腳爆擊事件」。
當時主要對電機廠房及航運站進行轟炸，在 崎仔腳 (今中山路順興里、員林客運公司一帶) 投下數百顆的炸彈造成六十多人炸死、數百人受傷。防護團將屍體堆放在街役場 (今鎮公所) 廣場上讓人認屍。係第二次世界大戰中鹿港古城死傷最慘重的一次。
傳說美軍空襲曾投下數百顆的炸彈，但僅少數幾顆命中爆炸，其餘的都投進鹿港海邊沙灘上，成為未爆炸的啞彈，乃拜受媽祖顯靈所賜。據傳一名參與行動的美軍老空軍人見聞，其人於戰後初年曾到鹿港觀光，到天后宮瞻仰媽祖聖像，發現與當時他在機上見一飛天白衣神女飄行天空，以長裙承接炸彈、將之拋移至海灘軟地。女神面貌猶似天后宮媽祖，遂將其遭遇向導遊的鹿港友人述說。媽祖化身救難故事，於焉傳開。
朴子配天宮也有同樣的故事，二戰期間盟軍丟了一顆飛彈在朴子街上水塔附近，配天宮媽祖用裙擺將飛彈接住丟入朴子溪中，使得朴子街免受戰火的波及。，雲林西螺、彰化縣埤頭合興宮、東螺開基祖廟北斗奠安宮、屏東縣萬丹萬惠宮、台南市鹽水護庇宮、雲林縣崙背奉天宮、神岡順濟宮也有相似的傳說。
也有媽祖讓孩童起死回生等傳說。北港朝天宮、大甲鎮瀾宮、彰化南瑤宮、新港奉天宮都有媽祖顯靈讓兒童死而復活的神蹟，傳說大意是：有一女性香客揹著兒子（或曰孫子）一同前往，在進香途中其子（或孫）因中暑突然暴斃，女香客不得已祇得暫時將其屍體放置在廟後草寮中（或曰樹林下），待進香返回時再做處理。不料回程時竟遍尋不到其屍首，女香客無可奈何祇得趕回家中，待其返抵家門，竟見其兒（或孫）正在門口遊玩。詢問其經過，孩童說是有一位阿姨帶他回家，乃知是媽祖顯靈讓小孩死而復活。眾所皆知，人死當然不能復生，此一神蹟乃表示媽祖之神通廣大，能使死者復活。

## 媽祖生
在臺灣，媽祖生可分為兩類。
第一類為民間廣泛流傳的農曆三月二十三日
每年農曆三月二十三日天上聖母媽祖的誕辰。

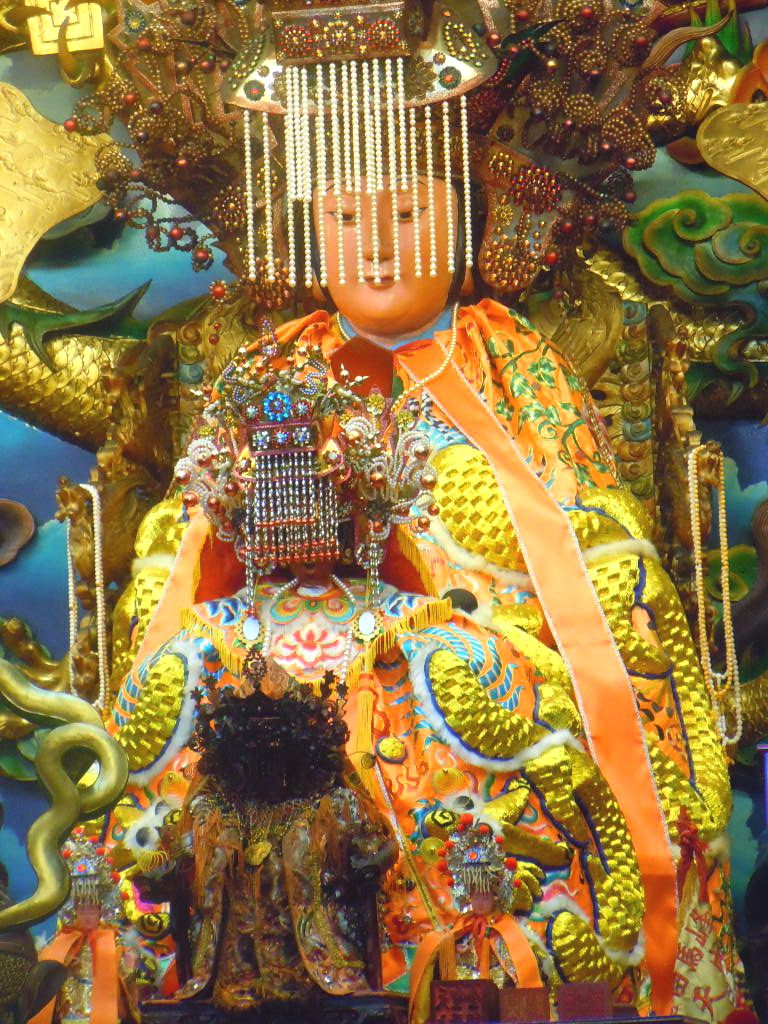
白馬峰普天宮鎮殿聖母神像

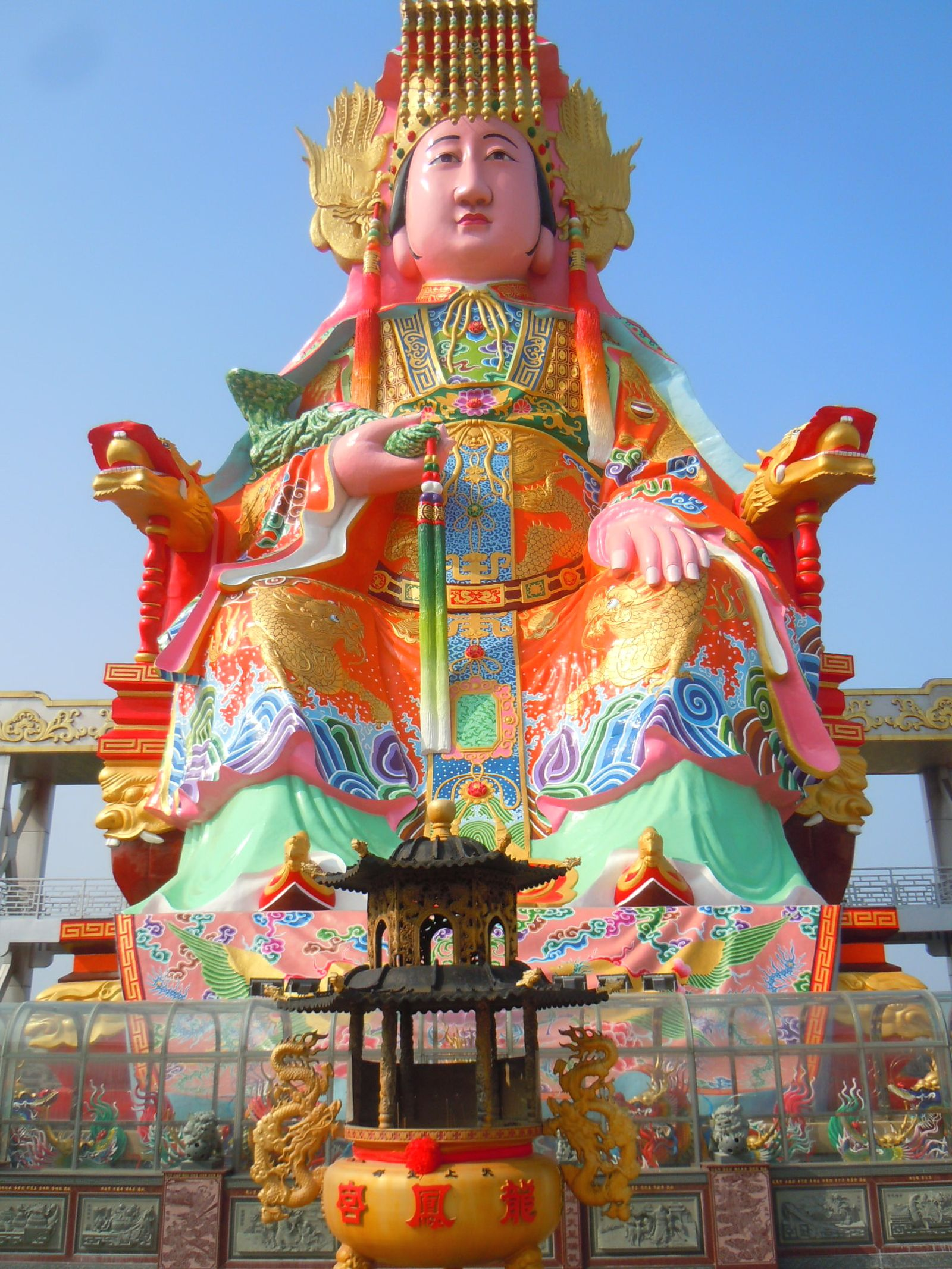
竹南后厝龍鳳宮巨型媽祖神像

在這一天，各地的媽祖廟都會張燈結彩、演戲並伴隨盛大的祭典，非常熱鬧。
而其中又以白沙屯媽祖、大甲媽祖、北港媽祖以及鹿港媽祖最具代表性。
第二類則為農曆四月初十至十六日，其代表便為雲林縣六房天上聖母

## 馬祖的媽祖信仰
根據清初《使琉球記》中記載，媽祖林默娘28歲時因父兄駕船駛至閩江口海域，遇風浪船毀人溺，媽祖為救父兄入海罹難，她的遺體當年隨海漂至閩江口附近的小島（即今日馬祖列島的南竿島），為漁民打撈上岸，並將她葬在岸邊。湄洲島的鄉親一度以為默娘失蹤沒下落，故稱她已羽化昇天成仙，且為感念其孝心，遂蓋廟紀念她的孝行。經後代學者查知，媽祖葬於現今馬祖南竿鄉馬祖天后宮內靈穴石棺中，且興廟供奉媽祖世代相傳至今，成為馬祖居民最重要的信仰之一。此島因而被稱為媽祖島，爾後中華民國國軍進駐為顯陽剛去掉女字旁改稱為馬祖島，遂沿用至今。
清初張學禮所著《使琉球紀》中記載「通官謝必振稟云： 『天妃姓蔡，此地人；為父投海身亡，後封天妃。本朝定鼎，尚未封』。」
「媽祖投海救父身亡」的流傳，極可能是馬祖當地將蔡姑婆（蔡紅亨）的傳說與媽祖（林默）信仰混淆加工後出現。
目前馬祖馬港的馬祖天后宮仍可看見媽祖的靈穴，且從未移動過，據說每次有意移動，都會有一些不可思議事件發生。如1963年國軍因辦理伙食時不慎發生火災，燒了部分廟體，為平息眾怒而承諾改建，工兵在施工時無意將地磚舖過靈穴，隔天地磚離奇地全部破碎；2001年的改建，施工單位原本怕破壞靈穴所在，打算暫時遷移，但鑽地的地鑽卻突然斷裂；而最近一次，也就是改建落成時，廟方原本想為靈穴塗上油彩，但奇怪的是，任何塗漆都難以上色，經擲筊請示，媽祖做了保持靈穴原樣原色的指示。而靈穴就在香案前方，為保護靈穴，廟方也裝上了強化玻璃。
目前廟殿供奉著福建馬祖籍登山怪傑李小石攀登珠穆朗瑪峰（聖母峰）時，所揹帶的媽祖金身聖像。
馬港天后宮是南竿鄉的信仰中心，據說，每次有大災難之前，都會見到由靈穴飛出一團火球，當地居民說看到火球飛出，就知道媽祖娘娘又出去救海難了。
2009年，高達28.8公尺的媽祖巨石像正式於馬港天后宮旁揭幕，不僅全部以花崗岩打造，而且也成功挑戰世界第一高的金氏世界紀錄，28.8公尺的高度對照馬祖的總面積28.8公頃，象徵著媽祖將守護馬祖每吋土地上的子民，更強化「媽祖在馬祖」的意涵。

連江縣政府近來於每年農曆九月初九重陽節舉辦「媽祖在馬祖--昇天祭」，以「媽祖在馬祖」作為招徠觀光客之口號與行動，也讓世人以此感念媽祖孝順慈愛的精神。

## 臺灣媽祖廟分布

### 分靈名稱
臺灣則有3000多座以上媽祖廟，因地而異，且名稱說法不一。由於媽祖神像來自於福建省等不同地方，由於不同人們去奉請，所以名稱說法也盡不相同；來自湄洲島分香者稱湄洲媽，來自泉州三邑分香者稱溫陵媽，來自同安縣分香者稱銀同媽，來自安溪縣分香者稱清溪媽，來自漳浦縣分香者稱烏石媽。

### 各地名廟概述

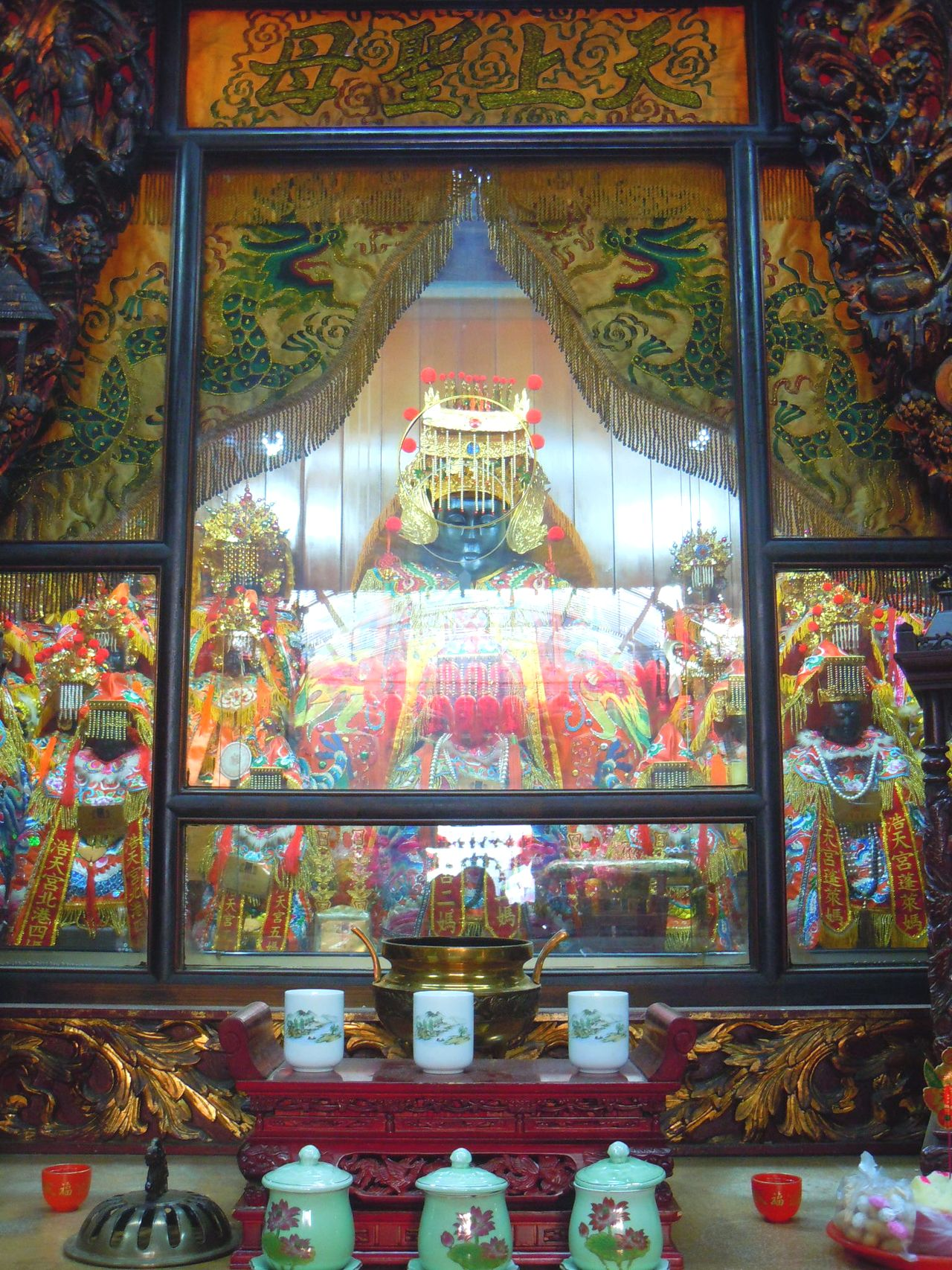
臺中市梧棲區大肚中堡53庄境主大庄浩天宮主祀之大庄媽祖

全臺各地因不同起建年代、地域、背景，而有富饒地方采風、傳說的媽祖廟，早期有「南笨港、北干豆」一說，尊崇北港朝天宮與關渡宮。
臺灣具代表性的名剎如：
臺南市大天后宮為清代全台灣位階最高的官建大廟，第一座「天后宮」為名的媽祖廟，享有「全臺祀典」之稱。
三芝福成宮供奉原台北大天后宮的官祀金面媽祖。此外，金山慈護宮、士林慈諴宮有供奉全台少數官祀的金面媽祖。
臺北關渡宮在北臺灣各地都有迎請關渡媽做客的習俗與傳統。甚至擴展到中臺灣與南臺灣，關渡宮以開基大媽與開基軟身二媽神像最為靈驗，也為各地信徒主要迎請巡莊繞境的神像。
雲林北港朝天宮自日治時代以來為全台巨剎，被稱為「全台媽祖的總本山」。台灣諺語「北港香爐」一詞即形容宮內鼎盛香火。
彰化鹿港天后宮保存世界唯一湄洲天后宮開基媽祖神像本尊，一說新竹市新竹長和宮供奉湄洲祖廟正三媽。

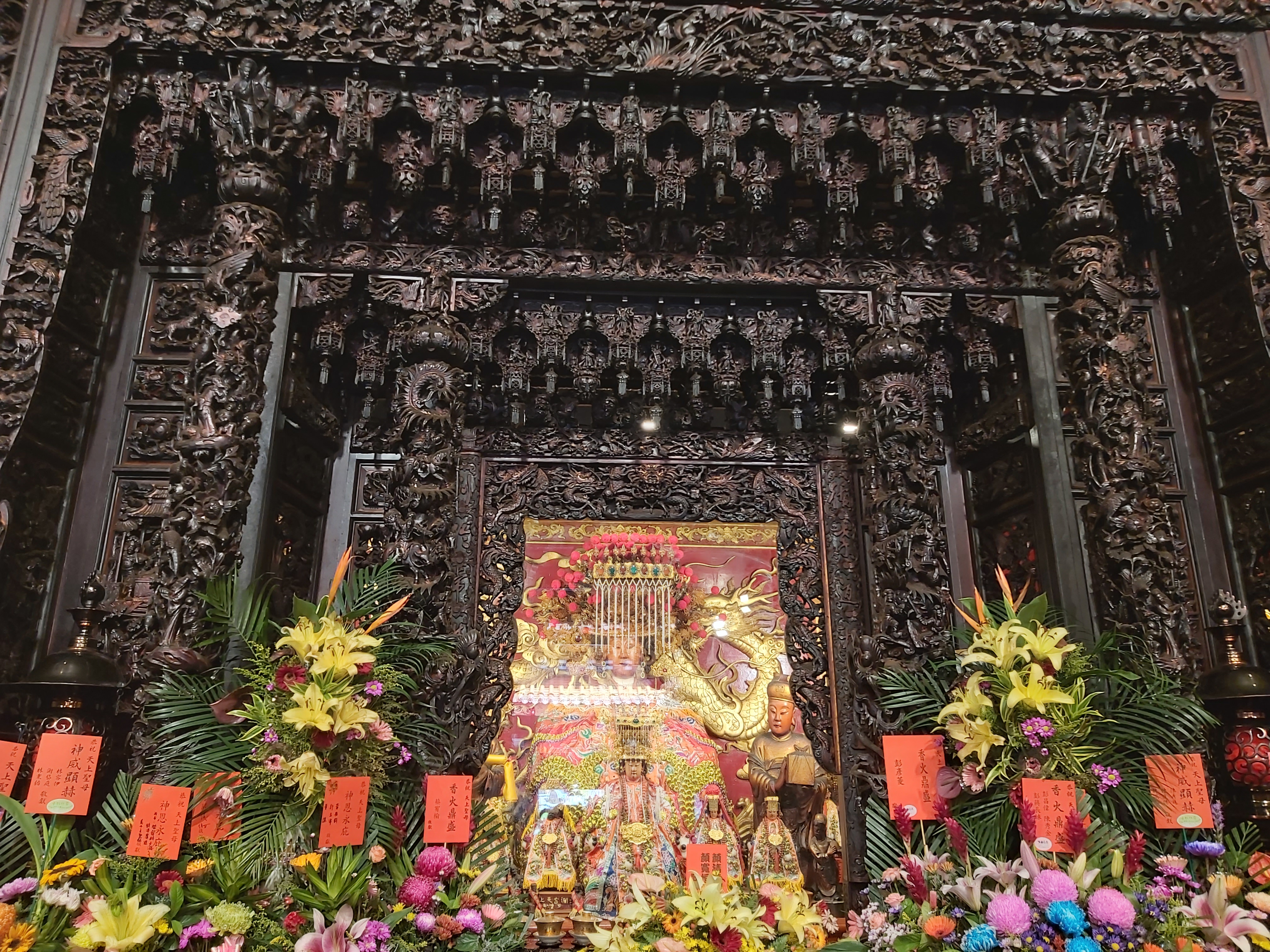
大甲鎮瀾宮正殿媽祖神像

大甲地區大甲鎮瀾宮則是每年農曆三月份的南下遶境活動頗具盛名，參加活動的人次更是逐年攀升，近年更已達500萬人次之譜參與遶境盛會。更被譽為「世界三大宗教盛事」之一。另外大甲媽亦有「見轎不跪，討皮痛」之語，因為清代時鎮瀾宮神轎出宮，除了老病殘弱者，信徒必定跪地迎送，否則會遭到隊伍帶頭者以「鶴旗」猛打。
梧棲區大庄浩天宮大肚中堡五十三庄境主顯聖庇祐神蹟廣傳，地方風調雨順、五穀豐收，大庄媽祖之盛名遠播，香客從各地絡繹不絕而來，於是信仰的區域從原本大庄轄區擴大及大肚中堡五十三庄。
「一府二鹿三艋舺、四月津港」的鹽水護庇宮開基三媽（糖郊媽）由明天啟（1623年）渡台奉祀（合祀於福德祠），鹽水港曾是倒風內海的總吞吐口岸，使得其信仰範圍涵蓋鹹水港保、太子宮保、龍蛟潭保、白鬚公潭保等地，號稱是72庄頭的信仰中心（今臺南市鹽水區、新營區、後壁區、嘉義縣布袋鎮、義竹鄉、鹿草鄉 等地），鹽水街區則有五郊七境分擔護庇宮費用。而這七街境後來又劃分成四角頭，鹽水護庇宮除了四角頭遶境之外，尚有不定期的南巡與北巡。

### 名廟概覽
台灣媽祖廟又常稱天后宮（thian-hiō-king）、媽祖廟（Má-tsóo-biō）或媽祖宮（Má-tsóo-king），以下僅列出各縣市境內具代表性、知名的媽祖廟如下表所示：
臺澎地區
| 縣市   | 地點         | 廟景               | 廟銜                       | 現今廟址創建年代 | 備註 |
| 基隆市 | 仁愛區       | 基隆慶安宮         | 慶安宮                     | 清治乾隆四十五年（1780年）                                                                                                  | |
| 基隆市 | 暖暖區       | 5375700444 bd86b6  | 安德宮                     | 清治嘉慶六年（1801年） | |
| 基隆市 | 中山區       |                    | 基隆聖安宮                 | 民國56年(1967年） | 大甲鎮瀾宮的首座分香廟 |
| 基隆市 | 中正區       |                    | 和平島天后宮               | 清治乾隆十二年（1747年） | 又稱社寮天后宮，因國民政府來台前稱社寮島 |
| 基隆市 | 中正區       |                    | 八斗子度天宮               | 清治光緒六年（1880年） | |
| 臺北市 | 松山區       |                    | 松山慈祐宮                 | 清乾隆十八年（1753年） | |
| 臺北市 | 北投區       |                    | 關渡宮                     | 初期草創於明鄭永曆十五年(1661年) 正式建廟於清治康熙五十一年（1712年）                                                       | 1661年石興和尚自湄洲請來媽祖金身並建草篷祭祀。 |
| 臺北市 | 士林區       |                    | 慈諴宮                     | 清治嘉慶元年（1796年） | 直轄市定古蹟 |
| 臺北市 | 萬華區西門町 |                    | 台北天后宮                 | 清治乾隆十一年（1746年） | |
| 臺北市 | 萬華區       |                    | 啟天宮                     | 清道光二十一年（1841年） | |
| 臺北市 | 大同區       |                    | 大稻埕慈聖宮               | 清治同治五年（1866年） | |
| 新北市 | 萬里區       |                    | 漁澳順天宮                 | 民國34年（1945年） | 漁澳順天宮位於龜吼漁港旁 |
| 新北市 | 萬里區       |                    | 萬里鎮北宮                 | 民國78年（1989年） | |
| 新北市 | 深坑區       |                    | 鎮南宮石媽祖廟             | 創建於清光緒年間 | 石媽祖本身是由天然石頭形成，後來經過金身飾容，而成為莊嚴的神像面貌。 |
| 新北市 | 三芝區       |                    | 三芝福成宮                 | 大正六年（1917年） | 供奉原台北大天后宮的官祀金面媽祖 |
| 新北市 | 三峽區       |                    | 三峽興隆宮                 | 乾隆40年（1755年） | 民國13年（1924年）重建至今 |
| 新北市 | 三重區       |                    | 三重義天宮                 | 民國47年（1958年） | 嘉義東石港口宮分靈，俗稱三重媽 |
| 新北市 | 瑞芳區       |                    | 瑞慈宮                     | 民國71年（1982年） | |
| 新北市 | 金山區       |                    | 金山慈護宮                 | 清治嘉慶十四年（1809年） | |
| 新北市 | 汐止區       |                    | 汐止濟德宮                 | 始建於清治乾隆年間，在原址對面重建於民國35年(1946年)                                                                        | 2017年通靈少女 (電視劇)取景拍攝地 |
| 新北市 | 汐止區       |                    | 汐止大尖山聖德宮           | 民國60年（1971年） | 1983年興建完成，1989年中殿竣工，1993年及2001年兩度整建為現貌。 |
| 新北市 | 新莊區       |                    | 後港昭德宮                 | 日治明治四十三年（1910年）                                                                                                  | |
| 新北市 | 新莊區       | 新莊慈祐宮FUJI3508 | 新莊慈祐宮                 | 清治雍正七年（1729年） | 直轄市定古蹟 |
| 新北市 | 八里區       |                    | 八里天后宮                 | 清治乾隆二十五年（1760年）                                                                                                  | |
| 新北市 | 淡水區       |                    | 淡水福佑宮                 | 清治乾隆四十七年（1782年）                                                                                                  | 直轄市定古蹟 |
| 新北市 | 板橋區       | 板橋慈惠宮         | 板橋慈惠宮                 | 清治同治十三年（1874年） | |
| 新北市 | 貢寮區       |                    | 貢寮新社慈仁宮             | 清治咸豐九年（1859年） | 廟方右側有一座立於咸豐六年（1856年）的奉憲示禁碑，今為新北市直轄市定古蹟。 |
| 新北市 | 貢寮區       |                    | 德心宮                     | 據傳乾隆年間即有茅草為廟，道光十八年(1838年)改用石材建為小廟，此後至民國又經數次修建。                                      | 創建年代已不可考，昔稱「下洲仔媽祖廟」，為貢寮車站走往草嶺古道的必經之地。 |
| 貢寮區 |              | 澳底仁和宮         | 咸豐四年（1854年）         | 澳底，東北角最大的漁村，仁和宮則是澳底最主要的信仰中心。                                                                    | |
| 桃園市 | 桃園區       |                    | 桃園慈護宮                 | 清治光緒二十三年（1897年）                                                                                                  | |
| 桃園市 | 桃園區       | 桃園市聖母宮媽祖廟 | 桃園聖母宮                 | | |
| 桃園市 | 大溪區       |                    | 福安宮                     | 日治昭和二年（1927年） | |
| 桃園市 | 大溪區       |                    | 天后宮                     | 建殿於清同治12年（1873年)                                                                                                   | 位於大溪福仁宮後殿2樓 |
| 桃園市 | 八德區       |                    | 閩臺宮                     | | 分靈自馬祖天后宮，馬祖人在臺開基媽祖廟，桃園市府列為桃園市馬祖信仰中心。 |
| 桃園市 | 觀音區       |                    | 保障宮                     | 清治咸豐九年（1854年） | 只要一炷通天香，就能拜眾神，全台獨一無二的設計，且廟宇建築格局特殊。 |
| 桃園市 | 龜山區       |                    | 振天宮                     | 民國64年（1975年）乙卯十二月                                                                                                | |
| 桃園市 | 新屋區       |                    | 新屋天后宮                 | 清治道光六年（1826年） | 建廟崇祀初建於清治道光六年是為「聖母祠」，直到清治光緒四年（1878年）才由黃吳水等30人各出穀一石 (容量單位)做基金而創立天后宮。有一座全國第一高的青銅媽祖神像，高108公尺，重120噸。 |
| 桃園市 | 蘆竹區       |                    | 桃園龍德宮                 | 民國86年（1997年） | 龍德宮出巡謁祖全程素食完成八天的功德路，歷程四百多公里。 |
| 桃園市 | 中壢區       |                    | 仁海宮                     | 清治同治九年（1870年） | |
| 新竹市 | 香山區       |                    | 天后宮                     | 清治道光十五年（1835年） | 臺灣最古老的媽祖廟之一，是當地漁民信仰中心。 |
| 新竹市 | 北區         |                    | 長和宮                     | 清治乾隆七年（1742年） | 湄洲祖廟史料記載，3尊神像中1尊「大媽」留在湄洲祖廟朝天閣正殿，惜已於文化大革命期間被毀；第2尊「二媽」流向南洋，不知去向；第3尊「三媽」則為今日新竹市長和宮的軟身真髮媽祖，稱「湄洲祖廟正三媽」；市定古蹟。 |
| 新竹市 | 北區         | 新竹內天后宮       | 新竹內天后宮               | 清治乾隆十三年（1748年） | 新竹市歷史建築。 |
| 新竹縣 | 湖口鄉       | 湖口鄉顯聖宮       | 顯聖宮                     | 民國42年（1953年） | |
| 新竹縣 | 竹北市       | 竹北天后宮         | 竹北天后宮                 | 民國67年（1978年） | |
| 新竹縣 | 芎林鄉       | 新竹芎林五和宮     | 五和宮                     | 嘉慶元年（1796年） | |
| 新竹縣 | 新埔鎮       | 新埔 與天宮        | 天宮                       | 民國三年（1914年） | |
| 苗栗縣 | 苗栗市       |                    | 苗栗市天后宮               | 嘉慶廿一年（1816年） | |
| 苗栗縣 | 後龍鎮       |                    | 慈雲宮                     | 清乾隆三十五年（1770年） | |
| 苗栗縣 | 後龍鎮       |                    | 清海宮                     | 民國65年（1976年）十月 | |
| 苗栗縣 | 後龍鎮       |                    | 山邊媽祖宮                 | (臨時行宮)民國102年（2013年）                                                                                               | |
| 苗栗縣 | 頭份市       |                    | 永貞宮                     | 清治咸豐三年（1853年） | |
| 苗栗縣 | 竹南鎮       |                    | 慈裕宮                     | 清治道光十八年（1838年） | 縣定古蹟，為地方宗教中心。 |
| 苗栗縣 | 竹南鎮       |                    | 龍鳳宮                     | 清治道光十六年（1836年） | 於廟頂上的媽祖塑像，耗費三年，高達136臺尺（45公尺，12層樓），為世界最高的媽祖坐姿塑像；塑像內部則分為12層樓 |
| 苗栗縣 | 通霄鎮       |                    | 白沙屯拱天宮               | 清同治二年 （1863年） | 重要民俗白沙屯媽祖進香。 |
| 苗栗縣 | 苑裡鎮       |                    | 房裡古城苑裡順天宮         | 清治雍正二年（1724年） | 苗栗海線最古老的媽祖廟宇。 |
| 苗栗縣 | 苑裡鎮       |                    | 苑裡慈和宮                 | 清治康熙五十三年（1714年）                                                                                                  | 開基媽（香燈媽）入台三百年。 |
| 臺中市 | 大甲區       |                    | 日南慈德宮                 | 民國67年（1978年） | 乾隆46年（1781年）日南三庄媽由來據日南吳龍筆記載：「乾隆年間，日南劉銀章 大族，族人前往火炎山割取茅草，遭遇原住民出掠人頭數十人，事後地方協議，庄民前往火炎山工作，需有藤牌火槍隨隊，並求天上聖母保佑，三庄輪流值年頭家爐主制，此為日南三庄媽的由來。」，道光七年創立天上聖母會為今-日南三庄媽,未建廟前由三庄擲爐主輪奉 |
| 臺中市 | 大甲區       |                    | 鎮瀾宮                     | 清雍正十年（1732年） | 重要民俗大甲媽祖遶境進香。 |
| 臺中市 | 梧棲區       |                    | 大庄浩天宮                 | 創建於清雍正元年（1723年）                                                                                                  | 大肚中堡53境主，臺中市文化資產-歷史建築 |
| 臺中市 | 梧棲區       | 72朝元宮           | 朝元宮                     | 創建於清咸豐六年（1856年）                                                                                                  | |
| 臺中市 | 南屯區       |                    | 萬和宮                     | 清治雍正四年（1726年） | 直轄市定古蹟 |
| 臺中市 | 大肚區       |                    | 頂街萬興宮                 | 清治乾隆元年（1736年） | 大肚地區最古老的媽祖廟宇。 |
| 臺中市 | 大肚區       |                    | 瑞安宮                     | 民國67年（1978年） | 位於大肚區大肚山上，因成為《花甲少年轉大人》一劇的劇情要素而聞名於臺灣。 |
| 臺中市 | 沙鹿區       |                    | 朝興宮                     | 清雍正十年七月（1732年） | |
| 臺中市 | 豐原區       |                    | 慈濟宮                     | 清嘉慶十一年（1806年）五月                                                                                                  | |
| 臺中市 | 豐原區       |                    | 廣福宮                     | 清治同治十二年（1873年）興建，民國55年（1966年）再次重建                                                                    | |
| 臺中市 | 神岡區       |                    | 瞻雲宮                     | 清同治七年（1868年） | |
| 臺中市 | 大里區       |                    | 瑞和宮                     | 民國77年（1988年） | |
| 臺中市 | 大里區       |                    | 振坤宮                     | 清道光十年（1830年） | |
| 臺中市 | 大里區       |                    | 新興宮                     | 清嘉慶二十年（1815年） | 地方稱為「八媽廟」。 |
| 臺中市 | 大里區       |                    | 大里杙福興宮               | 清嘉慶十六年（1811年） | |
| 臺中市 | 霧峰區       |                    | 霧峰南天宮                 | 清同治二年（1863年） | |
| 臺中市 | 大雅區       |                    | 大田心永安宮               | 民國70年（1981年）辛酉年 | |
| 臺中市 | 大雅區       |                    | 永興宮                     | 清治道光二十七年（1847年）                                                                                                  | 地方稱為老四媽廟 |
| 臺中市 | 石岡區       |                    | 石忠宮                     | 民國65年（1976年） | 係笨港口港口宮之分靈宮廟 |
| 臺中市 | 清水區       |                    | 壽天宮                     | 清治康熙四十八年（1709年）                                                                                                  | 清水地區最古老的媽祖廟宇。 |
| 臺中市 | 北屯區       |                    | 南興宮                     | 清治道光二十九年（1849年）                                                                                                  | |
| 臺中市 | 北屯區       |                    | 上天宮                     | 民國50年（1961年） | 亦稱老五媽廟 |
| 臺中市 | 東區         |                    | 樂成宮                     | 清乾隆五十五年（1790年） | 直轄市定古蹟 |
| 臺中市 | 中區         |                    | 萬春宮                     | 清乾隆五十四年（1789年） | 藍興媽祖 |
| 彰化縣 | 二林鎮       |                    | 仁和宮                     | 清乾隆元年（1736年） | 縣定古蹟 |
| 彰化縣 | 伸港鄉       |                    | 福安宮                     | 建廟於康熙二十七年（1688年），於日治大正六年（1917年）修建                                                                  | |
| 彰化縣 | 二水鄉       | P1290208 -890788fd | 二水安德宮                 | 清治乾隆六年（1741年） | |
| 彰化縣 | 北斗鎮       |                    | 北斗奠安宮                 | 清治康熙二十三年（1684年），遷建於清治嘉慶十一年（1806年）                                                                  | 主祀東螺媽，與彰化南瑤宮、鹿港天后宮並列為彰化縣三大媽祖廟，亦稱彰南開基媽祖宮。 |
| 彰化縣 | 彰化市       |                    | 彰化天后宮                 | 清治乾隆十三年（1748年） | |
| 彰化縣 | 彰化市       |                    | 南瑤宮                     | 清治乾隆三年（1738年） | 縣定古蹟 |
| 彰化縣 | 花壇鄉       |                    | 明聖宮                     | 民國75年（1986年） | 全台唯一武駕媽祖神像 |
| 彰化縣 | 和美鎮       |                    | 糖聖宮                     | 民國97年（2008年） | |
| 彰化縣 | 線西鄉       |                    | 寶安宮                     | 民國74年（1985年） | |
| 彰化縣 | 鹿港鎮       |                    | 鹿港興安宮                 | 清康熙二十三年（1684年） | 縣定古蹟，為鹿港第一古廟。 |
| 彰化縣 | 鹿港鎮       |                    | 天后宮（舊祖宮）           | 明萬曆十九年（1591年） | 國定古蹟 |
| 彰化縣 | 鹿港鎮       |                    | 新祖宮                     | 清乾隆五十三年（1788年） | 國定古蹟 |
| 彰化縣 | 秀水鄉       |                    | 下崙天慈宮                 | 民國72年（1983年） | |
| 彰化縣 | 芳苑鄉       |                    | 王功福海宮                 | 清治嘉慶十七年（1812年） | |
| 彰化縣 | 芳苑鄉       |                    | 白馬峰普天宮               | 清治咸豐九年（1859年） | 為全台最大媽祖廟 |
| 彰化縣 | 竹塘鄉       |                    | 廣安宮                     | 民國87年（1998年） | |
| 彰化縣 | 芬園鄉       |                    | 芬園寶藏寺                 | 鄭氏時代永曆26年（1672年）                                                                                                  | 彰化縣定古蹟 |
| 彰化縣 | 埤頭鄉       | 合興宮             | 埤頭合興宮                 | 乾隆四十四年（1779年） | |
| 彰化縣 | 溪湖鎮       |                    | 福安宮                     | 清治嘉慶十年（1804年） | |
| 彰化縣 | 田尾鄉       |                    | 溪畔朝天宮                 | 民國69年（1980年） | |
| 彰化縣 | 田中鎮       | 乾德宮             | 田中乾德宮                 | 清治康熙三十六年（1697年），日治大正八年（1919年）遷址修建                                                                  | |
| 彰化縣 | 社頭鄉       |                    | 枋橋頭七十二庄天門宮         | 清治乾隆二十年（1755年） | 縣定古蹟 武東堡.武西堡枋橋頭七十二庒媽祖信仰的中心寺廟 |
| 彰化縣 | 社頭鄉       | 舊社天門宮         | 舊社天門宮                 | 民國43年（1954年）於民國102年（2013年）重建                                                                                 | 為枋橋頭七十二舊社庒舊二媽 |
| 彰化縣 | 社頭鄉       | 崙雅庄天門宮       | 崙仔庄天門宮                 | 民國88年（1999年） | 為枋橋頭七十二崙仔庒大媽 |
| 彰化縣 | 溪州鄉       | 后天宮             | 溪州后天宮                   | 民國52年（1963年） | |
| 彰化縣 | 員林市       |                    | 福寧宮                     | 日治大正十五年（1926年） | 1.員林福寧宮從2008年開始參加彰化縣媽祖祈福文化節聯合舉辦的遶境活動 2.大甲媽祖遶境進香回鑾行程從北斗奠安宮啟駕後，會於永靖鄉、員林市交界處舉行頭香、二香、三香及贊香插香儀式，傳統是到員林福寧宮駐駕休息和午膳。 |
| 彰化縣 | 永靖鄉       |                    | 甘澍宮                     | 日治昭和十二年（1936年）於民國85年（1996年）重建                                                                            | |
| 彰化縣 | 大村鄉       |                    | 聖瑤宮                     | 民國82年（1993年） | |
| 彰化縣 | 大村鄉       | 大村慈聖宮廟觀1    | 大村慈聖宮                 | 民國100年（2011年） | |
| 彰化縣 | 大城鄉       |                    | 聖德宮                     | 民國64年（1975年） | |
| 彰化縣 | 埔心鄉       |                    | 五湖宮                     | 民國55年（1966年） | |
| 彰化縣 | 埔鹽鄉       |                    | 四聖宮                     | 民國64年（1975年） | |
| 南投縣 | 集集鎮       | 廣盛宮             | 廣盛宮                     | 清治乾隆五十八年（1793年）                                                                                                  | |
| 南投縣 | 竹山鎮       | 8715yvtvo          | 連興宮                     | 清治乾隆二十一年（1756年）                                                                                                  | 縣定古蹟 |
| 南投縣 | 名間鄉       |                    | 濁水福興宮                 | 日治明治四十年（1907年） | |
| 南投縣 | 南投市       |                    | 配天宮                     | 清嘉慶四年（1799年） | |
| 南投縣 | 南投市       |                    | 慈善宮                     | 民國73年（1984年） | |
| 南投縣 | 埔里鎮       |                    | 恆吉宮                     | 清治道光四年（1824年） | |
| 雲林縣 | 北港鎮       | 北港朝天宮正面     | 朝天宮                     | 清康熙三十三年（1694年） | 國定古蹟 重要民俗北港朝天宮迎媽祖 重要民俗北港進香 |
| 雲林縣 | 崙背鄉       |                    | 奉天宮                     | 清治嘉慶二年（1797年） | |
| 雲林縣 | 二崙鄉       |                    | 儀天宮                     | 清治乾隆七年（1742年） | |
| 雲林縣 | 二崙鄉       |                    | 荷苞嶼安平宮               | 清治同治八年（1869年） | |
| 雲林縣 | 二崙鄉       |                    | 大義崙天后宮               | 清治乾隆十四年（1749年） | |
| 雲林縣 | 麥寮鄉       |                    | 拱範宮                     | 清治康熙二十四年（1685年）                                                                                                  | 國定古蹟 |
| 雲林縣 | 古坑鄉       |                    | 東和廣濟宮                 | 清道光元年(1821年) | |
| 雲林縣 | 大埤鄉       |                    | 泰安宮                     | 民國卅四年（1945年） | |
| 雲林縣 | 褒忠鄉       |                    | 潮洋宮                     | 清治康熙五十五年（1716年）                                                                                                  | |
| 雲林縣 | 水林鄉       |                    | 蕃薯厝順天宮               | 清治康熙七年（1668年） | 主祀湄洲天上聖母 又稱蕃薯寮媽 為全台灣歷史最悠久的湄洲站身大媽 位於雲林縣水林鄉 創立於西元1668年 |
| 雲林縣 | 東勢鄉       |                    | 媽埔聖母宮                 | 民國86年（1997年） | |
| 雲林縣 | 斗南鎮       |                    | 石龜溪天后宮               | 大正十四年（1925年） | |
| 雲林縣 | 斗南鎮       |                    | 順安宮                     | 清治乾隆元年（1736年） | |
| 雲林縣 | 土庫鎮       |                    | 順天宮                     | 清治道光十四年（1834年） | 縣定古蹟 |
| 雲林縣 | 土庫鎮       |                    | 馬光厝順安宮               | 民國廿四年（1935年） | |
| 雲林縣 | 虎尾鎮       |                    | 虎尾福安宮                 | 民國50年（1961年） | 虎尾糖廠員工的信仰中心，其媽祖被稱為「糖廠媽」。 |
| 雲林縣 | 虎尾鎮       |                    | 虎尾天后宮                 | 民國43年（1954年） | 在地人稱為「二媽廟」 |
| 雲林縣 | 虎尾鎮       |                    | 持法媽祖宮                 | 民國81年（1992年） | 全國第一間不燒金紙的媽祖廟 |
| 雲林縣 | 西螺鎮       |                    | 社口福天宮                 | 清治康熙五十二年（1713年）                                                                                                  | 俗稱「社口媽」 |
| 雲林縣 | 西螺鎮       |                    | 福興宮                     | 康熙56年（1717年） | 俗稱西螺媽祖太平媽 |
| 雲林縣 | 西螺鎮       |                    | 廣福宮                     | 清治時期匾額最早為嘉慶十四年（1799年）的「恩流澤國」匾                                                                      | 俗稱西螺老大媽 縣定古蹟 |
| 雲林縣 | 西螺鎮       |                    | 吳厝朝興宮                 | 民國52年（1963年） | 俗稱吳厝媽 |
| 雲林縣 | 西螺鎮       |                    | 埔心福心宮                 | 清治光緒二十二年（1896年）                                                                                                  | 草廟太平媽祖 |
| 雲林縣 | 莿桐鄉       |                    | 天瑤宮                     | 民國58年（1969年） | |
| 雲林縣 | 台西鄉       |                    | 安海宮                     | 日治昭和十一年（1936年） | |
| 雲林縣 | 四湖鄉       |                    | 鹿場福安宮                 | 民國69年（1980年） | |
| 雲林縣 | 口湖鄉       |                    | 天台宮                     | 清治乾隆三十四年（1769年）                                                                                                  | |
| 雲林縣 | 斗六市       |                    | 斗六新興宮                 | 清治嘉慶元年（1796年） | 稱開基斗六媽 |
| 雲林縣 | 斗六市       |                    | 斗六受天宮                 | 康熙末年（1722年） | |
| 雲林縣 | 斗六市       |                    | 石榴班長和宮               | 清乾隆二十一年（1756年）民國八十七年改建（1998年）                                                                          | 稱斑鳩媽 |
| 嘉義市 | 東區         |                    | 奉天宮                     | 民國73年（1984年） | |
| 嘉義市 | 東區         |                    | 天后宮                     | 民國57年（1968年） | 嘉義天后宮是山上天后宮的第二個分香宮 |
| 嘉義市 | 東區         |                    | 天玄宮                     | 民國72年（1983年） | |
| 嘉義市 | 東區         |                    | 順天宮                     | 民國68年（1979年） | |
| 嘉義市 | 東區         |                    | 南順宮                     | 民國47年（1958年） | |
| 嘉義市 | 西區         |                    | 朝天宮                     | 清治乾隆二十三年（1758年）                                                                                                  | 臺灣建宮年代最早的溫陵媽祖廟 |
| 嘉義市 | 西區         |                    | 遊天宮                     | 民國卅五年（1946年） | 俗稱菜園仔媽 |
| 嘉義市 | 西區         |                    | 伏龍宮                     | 民國40年（1951年） | |
| 嘉義市 | 西區         |                    | 南遊宮                     | 民國卅五年（1946年） | |
| 嘉義市 | 西區         |                    | 配南宮                     | 民國55年（1966年） | |
| 嘉義縣 | 民雄鄉       |                    | 慶誠宮                     | 清嘉慶十四年(1809年) | |
| 嘉義縣 | 竹崎鄉       |                    | 鹿滿天奉宮                 | 民國68年（1979年） | 宮內奉祀開基五媽娘 |
| 嘉義縣 | 水上鄉       |                    | 璿宿上天宮                 | 清乾隆二年（1737年） | |
| 嘉義縣 | 水上鄉       |                    | 南鄉村寶豐宮               | 清咸豐十年（1860年） | |
| 嘉義縣 | 布袋鎮       |                    | 新塭朝天宮                 | 約日治時期創建 | 原為新塭嘉應廟日治時期王醮王船隨船媽，後降乩指示原地建廟奉祀，後分靈北港朝天宮天上聖母為鎮殿大媽，並另分靈朴子配天宮三媽。 |
| 嘉義縣 | 布袋鎮       |                    | 虎尾寮洝海宮               | 民國68年（1979年） | |
| 嘉義縣 | 布袋鎮       |                    | 魍港太聖宮                 | 民國61年（1972年） | 宮內奉祀為臺灣第一尊榮獲行政院教育部鑑定為明末雕刻作品的媽祖聖像－魍港媽祖。 |
| 嘉義縣 | 布袋鎮       |                    | 東安庄安天宮               | 日治昭和十年（1935年） | 日治時期分靈自北港朝天宮。 |
| 嘉義縣 | 布袋鎮       |                    |                            | 清治治乾隆十五年（1750年）                                                                                                  | |
| 嘉義縣 | 布袋鎮       |                    | 龍天宮                     | 民國一百零一年（2012年） | |
| 嘉義縣 | 東石鄉       |                    | 港口宮                     | 清治康熙二十三年（1684年）                                                                                                  | |
| 嘉義縣 | 太保市       |                    | 後潭鎮福宮                 | 創建於清康熙四十年五月） | 縣定古蹟 |
| 嘉義縣 | 朴子市       |                    | 朴子配天宮                 | 清康熙二十六年（1687年） | 縣定古蹟 |
| 嘉義縣 | 朴子市       |                    | 大槺榔開基祖廟             | 清康熙二十九年（1690年）建造一座供奉天上聖母，名為「開基祖廟」的小廟                                                        | 當地涂姓家族的祖廟，也是大槺榔地區的信仰中心。現今的廟宇樣貌，則是於民國四十四年(1955年)再度重建的結構，並於隔年完工，舉行入火安座歸位祭典。 |
| 嘉義縣 | 新港鄉       |                    | 長天宮                     | 清治雍正十二年（1734年） | |
| 嘉義縣 | 新港鄉       |                    | 奉天宮                     | 清治嘉慶十六年（1811年） | 縣定古蹟 |
| 嘉義縣 | 新港鄉       |                    | 溪北六興宮                 | 清治道光十九年（1839年） | 縣定古蹟 |
| 嘉義縣 | 新港鄉       |                    | 笨港天后宮                 | 清治康熙五十二年（1713年）創建，日治明治三十年（1897年）地震廟毀，民國91年（2002年）大殿入火，民國100年（2011年）重建竣工。 | |
| 嘉義縣 | 六腳鄉       |                    | 糖廠配天宮（原稱副配天宮） | 日治大正十年（1921年） | |
| 嘉義縣 | 六腳鄉       |                    | 蒜東村護安宮               | 清治光緒五年（1879年） | |
| 嘉義縣 | 大林鎮       |                    | 大林朝傳宮                 | 明治三十一年（1898年） | 據傳乾隆年間先人移居甘蔗崙時帶來湄州天后宮媽祖一尊，奉祀於民宅，後與北港朝天宮聖母互認為姐妹神，並傳祀其香火，故建廟時取名為朝傳宮。 |
| 臺南市 | 南化區       |                    | 南化天后宮                 | 清治康熙三十七年（1698年）                                                                                                  | |
| 臺南市 | 永康區       |                    | 鹽行天后宮                 | 清康熙三十五年（1696年） | |
| 臺南市 | 六甲區       |                    | 六甲恆安宮                 | 南明永曆十五年（1661年） | 【護軍媽】沿革：據廟碑所記，廟中之媽祖乃永曆年間，鄭氏軍隊出師來臺之前，向福建莆田湄洲嶼恭迎三尊軟身媽祖以為護航之神。鄭軍航行於海中，忽起大霧，迷失航路，在危急之時，參軍陳永華步上舺舨，忽見前方悠明燈光，遂循著燈光前進，方得進入臺灣之鹿耳門水道。 鄭軍入台後，陳永華率軍軍屯於赤山堡附近。後經勘察，見六甲庄此地靈秀，於是在本庄建造土壁茅屋之廟，並將帶來的軟身媽祖神像奉祀於此，此為據傳的六甲恆安宮【護軍媽】由來。 |
| 臺南市 | 官田區       |                    | 西庒惠安宮                 | 清治康熙三十五年（1696年）                                                                                                  | 惠安宮主祀天上聖母，於清康熙三十五年 (西元一六九六年)創立，今惠安宮之廟貌為民國八十二年改建 |
| 臺南市 | 麻豆區       |                    | 仁厚宮                     | 清治乾隆二十三年（1758年）                                                                                                  | |
| 臺南市 | 後壁區       |                    | 下茄苳泰安宮               | 清治康熙二十三年（1684年）                                                                                                  | 泰安宮媽祖出巡遶境時，會有「破避官」前導。破避官身穿黃色上衣、對綁紅布條、腰繫白色腰裙，並在腰上配戴一隻新鮮豬腳、裝有媽祖仙丹（香灰）的葫蘆、一把十二隻的新鮮韭菜，手執馬鞭。 |
| 臺南市 | 善化區       |                    | 善化慶安宮                 | 清治嘉慶十五年（1810年） | 直轄市定古蹟 |
| 臺南市 | 善化區       |                    | 茄拔天后宮                 | 明鄭永曆十五年（1661年） | |
| 臺南市 | 下營區       |                    | 茅港尾堡天后宮             | 清治康熙五十二年（1713年）                                                                                                  | |
| 臺南市 | 山上區       |                    | 苦瓜寮朝天宮               | 清治光緒十九年（1893年） | |
| 臺南市 | 山上區       |                    | 山上天后宮                 | 清光緒六年（1879年） | 雖然名為天后宮，但所奉祀的主神並非天上聖母而是玉二聖母 |
| 臺南市 | 鹽水區       |                    | 月港護庇宮                 | 護庇宮原本是福德祠，建於明天啟元年（1621年）清治康熙五十五年（1716年）擇地重建天后宮(護庇宮)                                | 明天啟3年（1623年），鹽水當地糖郊「崇興行」從大陸福建湄州朝天閣迎來一尊媽祖(即今所奉祀的開基三媽，又稱糖郊媽)，併入福德祠合祀，並改為媽祖祠。 |
| 臺南市 | 新營區       |                    | 鐵線橋通濟宮               | 大清康熙中葉 | |
| 臺南市 | 西港區       |                    | 玉勅慶安宮                 | 清康熙五十一年（1712年） | |
| 臺南市 | 七股區       |                    | 三股龍德宮                 | 清光緒六年（1880年） | |
| 臺南市 | 中西區       |                    | 祀典大天后宮               | 明鄭永曆十八年（1664年） | 國定古蹟 世界第一座冠以「天后宮」為名的媽祖廟 |
| 臺南市 | 中西區       |                    | 媽祖樓天后宮               | 清治乾隆二十年（1755年） | |
| 臺南市 | 中西區       |                    | 三郊鎮港海安宮             | 清治乾隆五十三年（1788年）                                                                                                  | |
| 臺南市 | 中西區       |                    | 四聯境金安宮               | 清治嘉慶十四年（1809年） | |
| 臺南市 | 中西區       |                    | 三郊營仔腳朝興宮溫陵媽廟   | 清治嘉慶二十二年（1817年）                                                                                                  | 分靈自泉州天后宮，因泉州古稱溫陵，故名為「溫陵媽廟」。民國46年（1957年）遷至現址。 |
| 臺南市 | 中西區       |                    | 銀同祖廟                   | 清治道光二十二年（1842年）                                                                                                  | |
| 臺南市 | 中西區       |                    | 檨仔林朝興宮馬兵營保和宮   | 清治咸豐八年（1858年） | |
| 臺南市 | 北區         |                    | 開基天后宮                 | 明鄭永曆十七年（1663年） | 直轄市定古蹟 |
| 臺南市 | 南區         |                    | 鹽埕天后宮                 | 清乾隆廿三年（1758年）或卅三年（1768年）                                                                                    | 主祀天上聖母，配祀武惠尊王，過去附近居民常經由廟後的「帆港」將鹽場產出的鹽運往安平，故此廟亦稱為「帆港天后宮」。該廟為鹽埕 (臺南市)地區的公廟 |
| 臺南市 | 安南區       |                    | 正統鹿耳門聖母廟           | 民國七年（1918年） | 土城香亦稱土城仔香，由祀奉天上聖母媽祖的土城聖母廟所舉行。鹿耳門聖母廟舊名保安宮，早期屬「西港香」刈香。民國五十年（1961年），自西港香脫離而自行辦理的刈香活動，乃五大香中最晚形成的地區。「南瀛五大香」中的「土城香」，每三年舉行一次刈香儀式。 |
| 臺南市 | 安南區       |                    | 鹿耳門天后宮               | 民國卅六年（1947年） | 位於臺灣臺南市安南區，是一座主祀天上聖母的廟宇，其奉祀之天上聖母被稱為「鹿耳門媽」，舉辦全國首次之羅天大醮，醮典儀式為時49 天、參拜人潮超過50 萬人次，經三年方辦理圓醮大典。民國73年，歲次甲子年十月初十日起，舉辦「七七四十九天羅天大醮」，祈求國泰民安，濟助孤苦貧窮，賑助白米30台車，辦理民俗活動，文物書畫展覽等，參加大醮信徒超越50萬人；經3年，至76年辦理圓醮大典，功成圓滿，為民間舉辦羅天大醮之創始。               |
| 臺南市 | 安平區       |                    | 安平天后宮                 | 清治康熙五年（1668年） | |
| 高雄市 | 旗津區       |                    | 旗津天后宮                 | 清治康熙十二年（1673年） | 直轄市定古蹟 |
| 高雄市 | 楠梓區       |                    | 楠梓天后宮（原稱楠和宮）   | 清治乾隆二十九年（1764年）                                                                                                  | 直轄市定古蹟 |
| 高雄市 | 旗山區       |                    | 天后宮                     | 清治嘉慶二十一年（1816年）                                                                                                  | 直轄市定古蹟 |
| 高雄市 | 大樹區       |                    | 慈后宮                     | | |
| 高雄市 | 林園區       |                    | 中芸鳳芸宮                 | 清光緒24年（1898年） | |
| 高雄市 | 燕巢區       |                    | 角宿天后宮                 | 清治康熙六年（1667年） | |
| 高雄市 | 鳳山區       |                    | 鳳山雙慈殿                 | 清朝乾隆18年（1753年） | |
| 高雄市 | 鳳山區       |                    | 龍成宮                     | 清治光緒十二年（1886年） | |
| 高雄市 | 新興區       |                    | 大港埔鼓壽宮               | 清咸豐6年（1856年） | |
| 高雄市 | 鼓山區       |                    | 內惟龍目井龍泉宮           | 清治朝乾隆年間 | |
| 高雄市 | 左營區       |                    | 豐穀宮                     | 大正十三年（1924年） | 民國初年北港朝天宮南巡至左營時，正三媽降駕指示要留在左營濟世，於是便留下正三媽令旗，之後左營庄信徒雕刻天上聖母金身，原令旗火化後入神其中，而此尊神像即是豐穀宮開基天上聖母 |
| 高雄市 | 左營區       |                    | 左營店仔頂慈德宮           | 道光元年（1821年） | 道光元年，店仔頂人丁興旺，居民欲建廟奉祀本地主神，遂由陳鼎元老師爺協調，自左營元帝廟迎奉天上聖母、福德正神、玄天三上帝三尊神，於現址建築簡陋廟宇，定名為慈德宮。 |
| 高雄市 | 梓官區       |                    | 高市玉旨福安殿             | 民國72年（1983年） | |
| 高雄市 | 茄萣區       |                    | 頂茄萣賜福宮               | 清治乾隆二十三年（1758年）                                                                                                  | |
| 高雄市 | 茄萣區       |                    | 下茄萣金鑾宮               | 清治乾隆四十二年（1777年）                                                                                                  | |
| 高雄市 | 彌陀區       |                    | 彌壽宮                     | 清咸豐7年（1857年） | |
| 高雄市 | 岡山區       |                    | 壽天宮                     | 清康熙五十一年（1712年） | |
| 高雄市 | 路竹區       |                    | 路竹天后宮                 | 明鄭永曆25年（1671年） | |
|        | 橋頭區       |                    | 鳳橋宮                     | 清治雍正三年（1725年） | |
|        | 前鎮區       |                    | 佛公天后宮                 | 嘉慶年間 | |
|        | 彌陀區       |                    | 彌壽宮                     | 清咸豐7年（ 1857 ） | |
|        | 永安區       |                    | 永安宮                     | 清同治10年（ 1871 ） | |
|        | 苓雅區       |                    | 安瀾宮                     | 清乾隆31年（ 1757 ） | |
| 屏東縣 | 屏東市       |                    | 慈鳳宮                     | 清治乾隆二年（1737年） | |
| 屏東縣 | 屏東市       |                    | 楠樹腳天后宮               | 清光緒年間遷建 | |
| 屏東縣 | 屏東市       |                    | 公館新興天后宮             | 民國17年（1928年） | |
| 屏東縣 | 里港鄉       |                    | 雙慈宮                     | 清治乾隆十三年（1784年） | |
| 屏東縣 | 新園鄉       |                    | 新惠宮                     | 清治乾隆20年（1755年） | |
| 屏東縣 | 新園鄉       |                    | 烏龍龍聖宮                 | 清嘉慶17年（1812年） | |
| 屏東縣 | 內埔鄉       |                    | 六堆天后宮                 | 清治嘉慶八年（1803年） | 縣定古蹟 |
| 屏東縣 | 東港鎮       |                    | 朝隆宮                     | 清治雍正二年（1724年） | |
| 屏東縣 | 萬丹鄉       |                    | 萬丹萬惠宮                 | 清治乾隆二十一年（1756年）                                                                                                  | |
| 屏東縣 | 長治鄉       |                    | 長治天后宮                 | 日治大正三年（1914年） | |
| 屏東縣 | 萬丹鄉       |                    | 萬丹三青宮                 | 清治乾隆二年（1737年） | |
| 屏東縣 | 林邊鄉       |                    | 慈濟宮                     | 清乾隆廿九年（1764年） | |
| 屏東縣 | 林邊鄉       |                    | 放索安瀾宮                 | 清康熙46年（1707年） | |
| 屏東縣 | 枋寮鄉       |                    | 德興宮                     | 清道光10年（1830年） | |
|        | 恆春鎮       |                    | 恆春天后宮                 | 清光緒3年（1877年） | 二級古蹟 |
| 宜蘭縣 | 蘇澳鎮       |                    | 南天宮                     | 民國39年（1950年） | |
| 宜蘭縣 | 蘇澳鎮       |                    | 進安宮                     | 民國77年（1988年） | |
| 宜蘭縣 | 五結鄉       |                    | 永安宮                     | 清治道光六年（1826年） | 縣定古蹟 |
| 宜蘭縣 | 頭城鎮       |                    | 頭城慶元宮                 | 清治嘉慶元年（1796年） | |
| 宜蘭縣 | 宜蘭市       |                    | 昭應宮                     | 清治嘉慶十三年（1808年） | 縣定古蹟 |
| 宜蘭縣 | 羅東鎮       |                    | 震安宮                     | 清治道光十七年（1837年） | |
| 花蓮縣 | 花蓮市       |                    | 慈天宮                     | 民國38年（1949年） | |
| 花蓮縣 | 花蓮市       |                    | 港天宮                     | 始建於民國66年（1977年），完工於民國72年（1983年）                                                                          | 位在花蓮市區，目前花東地區最大廟宇 |
| 台東縣 | 台東市       |                    | 台東天后宮                 | 清治光緒十六年（1890年） | 縣定古蹟 |
| 澎湖縣 | 馬公市       |                    | 澎湖天后宮                 | 明萬曆三十二年（1604年） | 國定古蹟，為全台年代最早的天后宮。具有潮州風格，異於大多數臺灣寺廟的閩南風格。 |
| 澎湖縣 | 馬公市       |                    | 澎湖提標館                 | 清治康熙23年後（1684年） | 原清代班兵會館 |
| 澎湖縣 | 馬公市       |                    | 東衛天后宮                 | 清順治18年（公元1661年） | |
| 澎湖縣 | 湖西鄉       |                    | 湖西天后宮                 | | |
| 澎湖縣 | 湖西鄉       | 沙港天后宮         |                            | | |
| 澎湖縣 | 望安鄉       |                    | 望安花宅天后宮             | | |
| 澎湖縣 | 望安鄉       | 將軍天后宮         |                            | | |

閩疆金馬地区
| 縣市   | 地點   | 廟景 | 廟銜             | 現今廟址創建年代             | 備註 |
| 金門縣 | 金湖鎮 |      | 順濟宮           | 北宋徽宗宣和年               | 料羅順濟宮興建於明代，從廟中碑文記載，建廟時間要往古推算到北宋徽宗宣和年間，是金門最古老的媽祖廟。                   |
| 連江縣 | 南竿鄉 |      | 馬祖天后宮       |                              | 為媽祖衣冠冢和靈穴的所在地。                                                                                         |
| 連江縣 | 南竿鄉 |      | 金板境天后宮     | 肇建於清同治年間             | 供奉國內罕見之「少女媽祖」（少女面容）神像。                                                                         |
| 連江縣 | 北竿鄉 |      | 芹壁天后宮       | 創建於清同治十二年（1873年） | 配祀鐵甲元帥為蛙神信仰。                                                                                             |
| 連江縣 | 莒光鄉 |      | 福正境天上聖母廟 | 始建於清代                   | 民國72年（1983年）軍方協助重建，設柱聯「國恨家仇誰不知消滅共匪定千秋，親恩兄義一身殉感動人心傳百世」，充滿戰地情感。 |
| 連江縣 | 東引鄉 |      | 中柳天后宮       | 建於清末嘉慶年間             | 相傳為大海盜蔡牽所建，供奉蔡牽封神之「犁麥大王」。                                                                   |

## 媽祖青年會團體
近年來有越來越多年輕人參與遶境活動，也有大學生親自體驗遶境，並且在社群網站上打卡，讓一些媽祖廟積極成立「青年會」。
目前有：
- 大甲鎮瀾宮e世代青年會
- 豐原鎮清宮青年會-鎮青會
- 彰化南瑤宮金意承青年會
- 媽祖青年軍 （成員遍及全國，不限特定地區，總部位於北港）

## 外部連結
- 全國宗教資訊網 : 媽祖 （页面存档备份，存于）
- 臺灣媽祖聯誼會 （页面存档备份，存于）
- 雲林北港朝天宮 （页面存档备份，存于）
- 白沙屯田野工作室 （页面存档备份，存于）
- 阿瀧網路世界媽祖網
- 網路拜拜-全國宮寺廟搜索 （页面存档备份，存于）
- 大甲鎮瀾宮e世代青年會 （页面存档备份，存于）
- 豐原鎮清宮青年會-鎮青會 （页面存档备份，存于）
- 彰化南瑤宮金意承青年會[永久]